# Răchiți (gmina)
Răchiți – gmina w Rumunii, w okręgu Botoszany. Obejmuje miejscowości Cișmea, Costești, Răchiți i Roșiori. W 2011 roku liczyła 4443 mieszkańców.